# 안츠구
안치구(한국어: 안차구, 중국어: 安次区, 병음: Āncì Qū)는 중화인민공화국 허베이성 랑팡 시의 행정구역이다. 넓이는 595km2이고, 인구는 2007년 기준으로 350,000명이다.

## 행정 구역
3개 가도, 4개 진, 4개 향을 관할한다.
- 가도: 银河南路街道, 光明西道街道, 永华道街道
- 진: 落垡镇, 码头镇, 葛渔城镇, 东沽港镇
- 향: 杨税务乡, 仇庄乡, 调河头乡, 北史家务乡